# Sint-Willibrorduskerk (Middelbeers)
De Sint-Willibrorduskerk is een kerkgebouw in Middelbeers in de gemeente Oirschot in de Nederlandse provincie Noord-Brabant. De kerk ligt aan de Willibrordstraat, vroeger de Kerkstraat geheten. Honderd meter verderop ligt de oude Sint-Willibrorduskerk.
Het kerkgebouw is gewijd aan Sint-Willibrordus en is een rijksmonument.

## Geschiedenis
Na 1900 werd de oude Sint-Willibrorduskerk te klein. In 1925-1927 werd daarom verderop in het dorp een nieuwe kerk gebouwd op initiatief van Pastoor van der Meijden naar het ontwerp van architect Louis Kooken. In 1927 werd de nieuwe kerk in gebruik genomen. De oude kerk werd gesloten en het interieur naar de nieuwe kerk verplaatst.
In 1938 bouwde men aan de westzijde een verbindingsgang naar de pastorie.

## Opbouw
Het gebouw is opgetrokken in een mengeling van traditionalistische en expressionistische vormen en is een niet-georiënteerde kruiskerk. De gevels zijn in baksteen opgetrokken en voorzien van rijke, aan de art deco herinnerende versieringen. Het is opgebouwd uit een driebeukig schip, een transept, een lager aangezet zevenhoekig koor met één travee en een in de frontgevel naast de lengteas geplaatste toren met vier geledingen. In het oorspronkelijke ontwerp zou de toren slechts één geleding krijgen, maar uiteindelijk werden dat er vier. De geledingen zijn verjongend en heeft in de eerste geleding twee kleine lancetvensters met daarboven een groter venster, in de tweede geleding een lancetvenster en rondboogversiering, in de derde geleding drie rechthoekige lichten met daarboven een uurwerk, tussen de bovenste drie geledingen gescheiden hardstenen cordonlijsten en in de vierde geleding drie gekoppelde spitsboogvormige galmgaten met galmborden.
Het gebouw heeft gekoppelde vensters die van elkaar worden gescheiden door bakstenen stijlen en hebben een glas-in-loodvulling. De kerk wordt gedekt door zadeldaken, de toren door een tentdak en de aanbouw aan de noordzijde door een schilddak. De dakrand in de frontgevel heeft een ongelijke voet door de ingebouwde toren ten oosten van de ingangspartij. Alle daken hebben een dekking in leisteen in Maasdekking. De kerk heeft aan de straatzijde een uitgebouwde ingangspartij onder een lessenaarsdak met daarin centraal een vleugeldeur met gehengen onder een spitsboog. In de topgevel bevinden zich vijf gekoppelde getrapte spitsboogvensters die van elkaar gescheiden worden door bakstenen stijlen. In de nok bevindt zich een nis met daarin een beeld van Willibrordus.
Het schip heeft schuin uitgemetselde steunberen en aan elke zijde twee topgevels met daarin spitsbogige drielichtvensters. Aan de westzijde wordt een deel van de gevel ingenomen door een driezijdige kapel en aan de westgevel door de toren. De westzijde van het schip heeft een verbindingsgang met de pastorie. Het transept heeft overhoekse steunberen en vijf gekoppelde getrapte spitsboogvensters. De oostelijke transeptarm heeft aan de noordzijde een driehoekige kapel met lessenaarsdak. Het lager aangezette koor heeft een polygonale koorsluiting, is voorzien van spitsboogvensters.
Ten westen van het koor bevindt zich de sacristie onder een schilddak dat voorzien is van vijf gekoppelde spitsboogvensters, twee kelderramen met diefijzers en aan de westzijde een opgeklampte vleugeldeur en dakkapel onder een plat dak met een vierruits openslaand venster.
Van binnen is het kerkgebouw in sobere stijl opgetrokken met bakstenen pijlers en graatgewelven. De triomfboog is beschilderd. Aan de zuidzijde is de ingang met orgeltribune met daaronder een cassettenplafond.